# Gaboltov
Gaboltov é um município da Eslováquia, situado no distrito de Bardejov, na região de Prešov. Tem 12,73 km² de área e sua população em 2018 foi estimada em 479 habitantes.

## Demografia
| Ano:        | 1994 | 2004    | 2014   | 2024   |
| ----------- | ---- | ------- | ------ | ------ |
| Broj ljudi: | 465  | 520     | 510    | 528    |
| Razlika:    |      | +11,82% | -1,92% | +3,52% |

| Ano:               | 2023 | 2024   |
| ------------------ | ---- | ------ |
| Número de pessoas: | 523  | 528    |
| Diferença:         |      | +0,95% |